# MI-VAL
MI-VAL, sovint escrit Mi-Val, va ser una empresa italiana fabricant de ciclomotors i motocicletes amb seu a Gardone Val Trompia, a la província de Brescia. Fundada el 1950 per Ettore Minganti, l'empresa va tenir activitat fins al 1968. El nom de la marca és l'acrònim de Minganti-Valtrompia.

## Història

### Context
Durant la República de Salò, l'important empresa bolonyesa fabricant de màquines eina Officine Minganti, amb bona part dels treballadors, havia estat traslladada a la província de Brescia en previsió de l'avanç de les Forces Aliades. Després de la caiguda d'aquella República l'empresa va tornar a Bolonya, però el director tècnic, l'enginyer Ettore Minganti, va haver de renunciar per por de possibles represàlies a causa del seu passat com a exponent del feixisme bolonyès i es va quedar a la zona de Brescia, intentant establir una nova empresa d'enginyeria tot aprofitant els seus coneixements humans i professionals en el sector i les concessions introduïdes pel Pla Marshall.

### Fundació

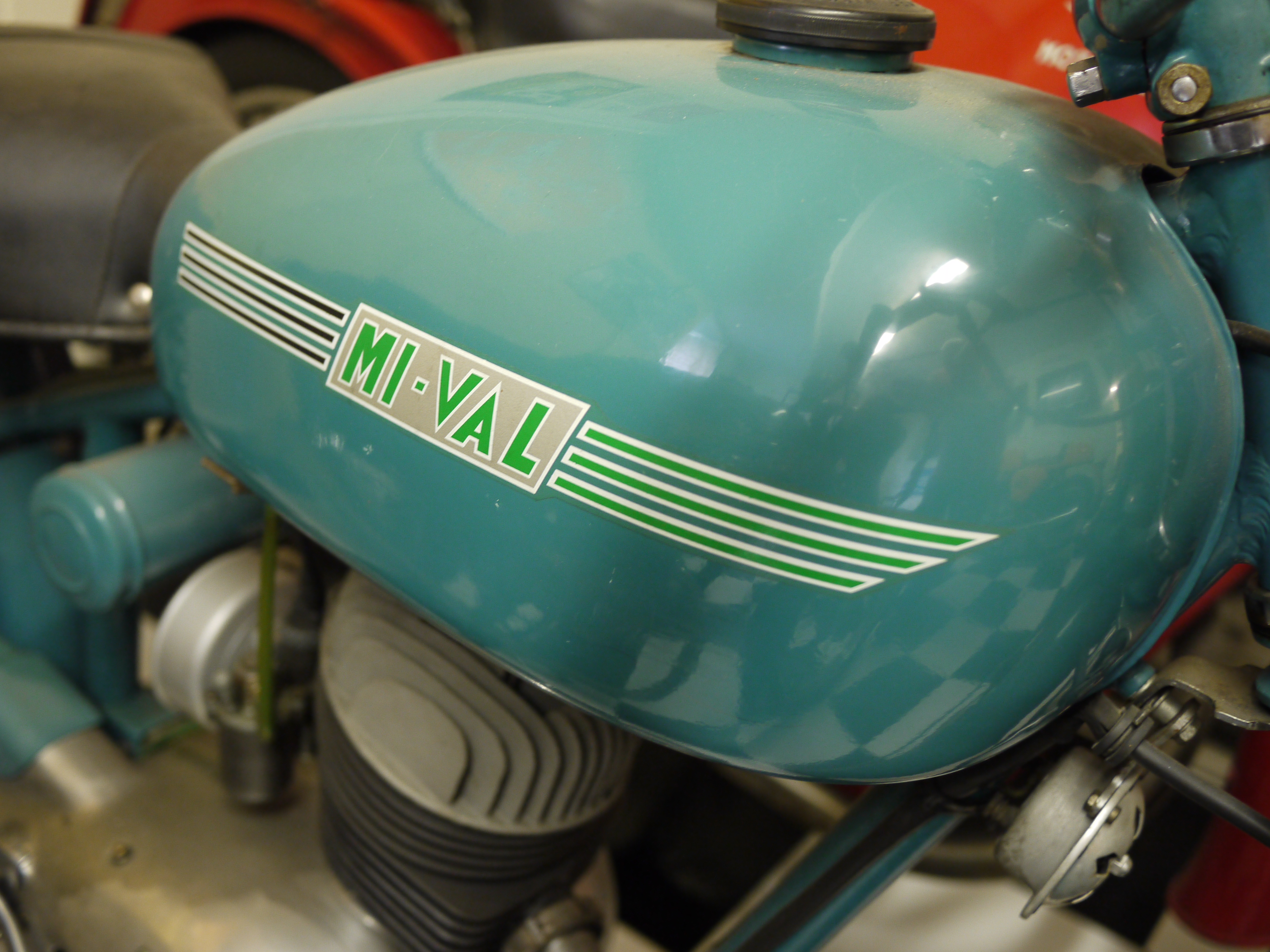
El logotip de MI-VAL en una motocicleta de 1952

Minganti va aconseguir formar un consorci d'emprenedors, format per Pier Giuseppe Beretta (de la fàbrica d'armes Beretta), Giuseppe Benelli (de la fàbrica de motocicletes Benelli) i Guglielmo Castelbarco Albani, que van proporcionar finançament i suport tècnic per a donar vida a una nova fàbrica amb la finalitat de produir mitjans de transport econòmics, amb una gran demanda en la fase de reconstrucció del país després de la Segona Guerra Mundial. El 1950 es va fundar MI-VAL a Gardone Val Trompia.
La filosofia constructiva de MI-VAL es va basar des del principi en la producció de motocicletes econòmiques i robustes equipades amb motor de dos temps, inspirant-se en l'alemanya DKW RT 125. A partir del primer model, la MI-VAL 125 T, l'empresa va crear una sèrie de versions que es diferenciaven només en actualitzacions estètiques i petites millores tècniques, aconseguint oferir una àmplia gamma de productes amb una inversió en disseny i desenvolupament reduïda. En molt poc temps, les motos MI-VAL es van situar entre les més venudes de la dècada del 1950 a la zona compresa entre el centre i el nord d'Itàlia gràcies al seu preu assequible, manteniment senzill i les nombroses opcions d'acabat que satisfeien els diferents gustos estètics.
L'èxit comercial va convèncer Minganti de cercar un major contingut tècnic amb la creació de nous xassissos i motors, així com de produir motocarros lleugers i microcotxes, inspirant-se un cop més en la producció alemanya. Al XXXI Saló de Milà de 1953 s'hi va presentar el "Mivalino", una versió del KR175 construïda sota llicència de Messerschmitt. A la segona meitat de la mateixa dècada es va endegar la producció de motocicletes equipades amb motor de quatre temps.

### Declivi i reconversió

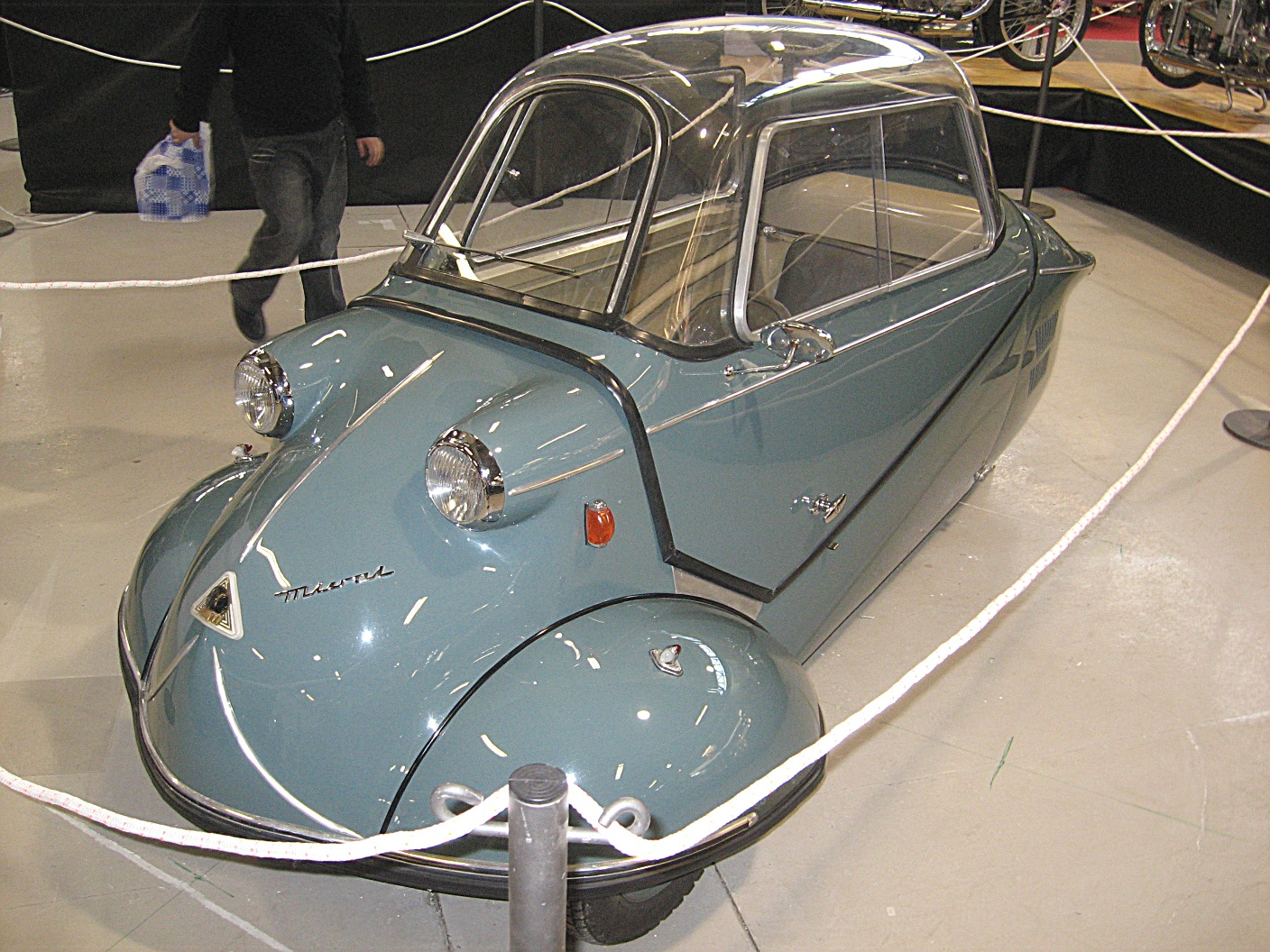
Microcotxe Mivalino de 1954

La mort de Minganti i la crisi simultània del sector de la motocicleta a finals dels anys 50, a causa de l'arribada dels cotxes utilitaris, van interrompre l'evolució tècnica de Mi-Val, la qual va ser absorbida per la Fabbrica d'Armi Pietro Beretta. Un cop canviat el significat de l'acrònim per Metalmeccanica Italiana-Valtrompia, la producció de motocicletes va continuar durant uns anys amb els models de la gamma i, sobretot, amb ciclomotors, tot i que l'empresa es va anar centrant cada cop més en més en la fabricació de màquines eina. L'aparell comercial de la fabricació de motocicletes va romandre en el negoci fins que se'n van exhaurir les existències del magatzem, el 1968.